# DES (atletiekvereniging)
DES is een atletiekvereniging uit Eersel in de Nederlandse provincie Noord-Brabant.
DES staat voor Door Eendracht Sterk en is opgericht op 1 oktober 1962 met als doel atletiek in de Kempenregio te bevorderen. De club is aangesloten bij de Atletiekunie en ligt in atletiekregio 14, De Kempen. De clubkleuren zijn blauw en zwart. Naast atletiek bestaat het aanbod uit (nordic) wandelen en hardlopen. 
In de beginjaren trainden de leden op verschillende locaties in Eersel, totdat de club een eigen accommodatie kreeg op Sportpark De Dieprijt, gelegen aan de Postelseweg in Eersel. In 1992 werd de accommodatie uitgebreid met een door de club in eigen beheer gebouwd clubgebouw, 't DES-Honk. De sportaccommodatie heeft een van de laatste grasbanen die nog bestaan in Nederland en is al vele jaren niet wedstrijdgeschikt, maar wordt enkel gebruikt als trainingsfaciliteit. Al 50 jaar lang is er volop discussie tussen de vereniging en de gemeente over de, in ogen van DES, achterstallige investeringen in de atletiekaccommodatie in Eersel.

## Wedstrijden
Jaarlijks organiseert DES de Dieprijtcross, een veldloop die traditioneel in de winter plaatsvindt en openstaat voor zowel recreanten als wedstrijdlopers, en de Parelrun, een lokaal hardloopevenement. De club was in het verleden eveneens de organisator van de DES halve marathon Eersel. Daarnaast is DES mede-organisator van de Kempische Crosscompetitie, een overkoepelende competitie waar verenigingen uit atletiekregio 14 aan deelnemen. In 2023 en 2024 organiseerde DES samen met GVAC en Eindhoven Atletiek het NK Cross op het E3 strand in Eersel. 
DES is actief in verschillende competities binnen de atletiek. Naast de Athletics champs voor pupillen doen verenigingsteams mee met de competitie binnen de junioren en masters (35+).